# Tesnusocarididae
De Tesnusocarididae is een familie van uitgestorven kreeftachtigen uit de klasse van de Remipedia (ladderkreeftjes).  †

## Geslacht
- Tesnusocaris Brooks, 1955 †